# Принцип детальної рівноваги
Принцип детальної рівноваги — гіпотеза про те, що ймовірності прямих і обернених процесів у складних кінетичних системах мають такі значення, що в рівноважному стані кожна пара таких процесів урівноважується незалежно від інших.
Принцип детальної рівноваги використовується для оцінки значення ймовірності одного з процесів, якщо відоме значення іншого. Наприклад, якщо в фізичній системі існують два стани з енергіями {\displaystyle E_{n}} та {\displaystyle E_{m}}, то ймовірності переходів між ними пов'язані співвідношенням
{\displaystyle w_{nm}=w_{mn}e^{(E_{m}-E_{n})/k_{B}T},}
оскільки в рівноважному стані система задовольняє розподілу Больцмана.
Принцип детальної рівноваги вперше використав Людвіг Больцман при доказі H-теореми.